# Morganatische Ehe
Morganatische Ehe (lateinisch matrimonium morganaticum oder matrimonium ad morganaticam, mittellateinische Neubildungen zu althochdeutsch *morgangeba „Morgengabe“) oder Trauung zur linken Hand bezeichnet in Fürstenhäusern des europäischen Kulturraums eine Form der Eheschließung, bei der ein Ehepartner – meist die Frau – einer gesellschaftlich nicht entsprechenden Familie entstammte und als „nicht ebenbürtig“ galt (vgl. Hypergamie: „Hinaufheiraten“). Jedes regierende Fürstenhaus hatte diesbezüglich sein eigenes Hausgesetz mit teilweise divergierenden Anforderungen an den Rang der Ehepartnerinnen. Die nicht hausgesetzmäßigen Eheschließungen wurden im Hofjargon auch Mesalliancen genannt. Die Nachkommen fürstlicher Häuser aus solchen Ehen erhielten meist „Morganatentitel“ niedrigeren Adelsranges; sie werden daher bisweilen auch selbst als „Morganaten“ oder „Morganatenfamilien“ bezeichnet.

## Fallgestaltungen
Eine morganatische Heirat erfolgte entweder mit der Absicht eines Mannes, die geliebte Frau zu heiraten, oder um eine Liebesbeziehung zu einer Mätresse als öffentlich anerkanntes Verhältnis zu legitimieren. Das war beispielsweise nach dem Tod der ersten „standesgemäßen“ Ehefrau möglich, wenn es einen oder mehrere Söhne gab und die Thronfolge bereits gesichert war. Die Nachkommen aus morganatischen Ehen waren nach dem Reichslehnsrecht nicht thronfolgeberechtigt für die vom Kaiser ausgehenden reichsfürstlichen Landeslehen. Das private Erbrecht blieb davon unberührt und konnte in Bezug auf das Privatvermögen testamentarisch geregelt werden.
In anderen Fällen wurde eine morganatische Ehe geschlossen, um mögliche dynastische Verwicklungen durch eine (erneute) standesgemäße Heirat zu vermeiden. Diese Möglichkeit stand besonders jüngeren Söhnen von Herrscherhäusern zur Verfügung, wenn sie und ihre Nachkommen aufgrund des bestehenden Erstgeburtsrechts des ältesten Sohnes nicht für die Thronfolge vorgesehen waren oder darauf verzichtet hatten. Ein Beispiel ist die Ehe zur linken Hand des braunschweig-lüneburgischen Herzogs Georg Wilhelm mit Eleonore d’Olbreuse, die allerdings 1676 eine kaiserliche Anerkennung „als ebenbürtig“ erhielt, woraufhin eine erneute Heiratszeremonie stattfand. Ähnlich erhielt eine Generation später Anna Luise Föhse die kaiserliche Anerkennung, was ihr den Aufstieg zur Fürstin von Anhalt-Dessau ermöglichte.
Um nach dem Tod des Ehemannes die nicht erbberechtigte Witwe und ihre Nachkommen abzusichern, konnte ihre finanzielle Versorgung durch einen entsprechenden Ehevertrag geregelt werden – daher stammt die Bezeichnung matrimonium ad morganaticam oder „Ehe auf bloßer Morgengabe“, also ohne das für fürstliche Eheschließungen notwendige Leibgedinge (oder Wittum), womit einer Braut aus fürstlichem Hause umfangreiche Versorgungs- und Nutzungsrechte an Landgütern und Schlössern für den Fall der Witwenschaft eingeräumt werden mussten.
Die Rechtsform der morganatischen Ehe – in früherer Rechtssprache „nicht standesgemäße Ehe“ genannt – wurde in Deutschland 1919 abgeschafft. Zuvor schon war die Monarchie abgeschafft worden, wodurch das Gesetz ohnehin keine Bedeutung mehr hatte.

## Rechtsform
Bei einer morganatischen Ehe traten nicht alle sonst üblichen Rechtsfolgen einer Ehe ein, dennoch konnte sie eine staatlich oder kirchlich ordnungsgemäß zustande gekommene Ehe sein. Die aus ihr hervorgegangenen Kinder waren legitime Nachkommen des Vaters, die in einigen Fällen bis in die höchsten Kreise aufstiegen (beispielsweise Maria von Teck, die Ehefrau König Georgs V. von Großbritannien, Enkelin des Prinzen Alexander von Württemberg und der Claudine Rhédey, spätere Gräfin von Hohenstein).
Die Rechte der Nachkommen folgten jedoch „der ärgern Hand“, sie traten also nur in die Rechte des standesniedrigeren Ehepartners ein, meist der Mutter. Kinder einer morganatischen Ehe waren daher in der Regel nicht erbberechtigt und – falls es sich um ein regierendes Fürstenhaus handelte – von der Thronfolge ausgeschlossen. Die Anforderungen der Ebenbürtigkeit waren je nach Land und Epoche unterschiedlich. Doch wurden eine nicht-ebenbürtige Ehefrau und ihre Kinder nicht als offizielle Mitglieder der Familie des Ehemannes angesehen, sie führten nicht dessen Adelstitel oder Wappen. Im Protokoll rangierte die Frau, obwohl offizielle Ehegattin, noch hinter den jüngsten Prinzen und Prinzessinnen, weshalb beispielsweise Auguste von Harrach, die Witwe des preußischen Königs Friedrich Wilhelm III., nicht an seiner offiziellen Trauerfeier im Berliner Dom teilnehmen konnte. Häufig erhöhten Herrscher ihre nichtebenbürtige Ehefrau im Stand (siehe auch Nobilitierung).

## Beispiele aus Deutschland
- 1540 schloss der hessische Landgraf Philipp I. in Rotenburg eine morganatische Ehe mit Margarethe von der Saale (1522–1566). Es handelt sich um eine Zweitehe, da die Ehe mit seiner ersten Frau weiter Bestand hatte. Damit handelte sich Philipp I. politisch weitreichende Schwierigkeiten ein, obwohl er durch Martin Luther auf solche Konsequenzen hingewiesen wurde. Als Philipp zur Begründung die Sage des Grafen von Gleichen heranzog, widersprach Luther dieser Darstellung und Argumentation für eine Ausnahme nicht, ließ Philipp gewähren und vereinbarte Stillschweigen mit diesem. Der Reformator Philipp Melanchthon war bei der Vermählung zudem anwesend.[3][4]
- August der Ältere, Herzog von Braunschweig und Lüneburg, Bischof von Ratzeburg, Fürst von Lüneburg, (1568–1636) lebte mit Ilsa Schmedecken (Ilse Schmidichen) in einem „eheähnlichen Verhältnis“ und hatte mit ihr zwölf Kinder. 1625 ließ er die Kinder von Kaiser Ferdinand III. legitimieren und gemeinsam mit Ilsa unter dem Namen von Lüneburg in den Reichsadelsstand erheben.
- 1658 heiratete der pfälzische Kurfürst Karl Ludwig, der Sohn des Winterkönigs, in zweiter Ehe die Freiin Marie Luise von Degenfeld (1634–1677), die er 1667 zur Raugräfin erhob. Ihre 13 gemeinsamen Kinder erhielten denselben Titel.
- 1681 heirateten Herzog Rudolf August (1627–1704), Fürst von Braunschweig-Wolfenbüttel, und Rosine Elisabeth Menthe (1663–1701), auch „Madame Rudolfine“ genannt, Tochter eines Barbiers und Wundarztes.
- 1692 vermählte sich Fürst Emanuel Lebrecht von Anhalt-Köthen (1671–1704) mit der Landadligen Gisela Agnes von Rath (1669–1740). Erst 1699 empfingen die Söhne kaiserliche Anerkennung und Erbberechtigung, und die Witwe regierte das Land 1704–1715 bis zu deren Volljährigkeit.
- 1699 heiratete der Markgraf Georg Albrecht von Brandenburg-Kulmbach aus einer Seitenlinie der fränkischen Hohenzollern die Bürgerliche Regine Magdalene Lutz, die schließlich zur Madame de Kotzau erhoben wurde und deren Nachfahren den Titel der Freiherren von Kotzau erhielten.
- 1701, nach dem Tod seiner ersten Ehefrau, heiratete der ostfriesische Fürst Christian Eberhard die Oberförsterstochter Anna Juliana von Kleinau (1674–1727), die den Titel Frau von Sandhorst erhielt. Die drei Kinder führten den Namen von Sandhorst.
- 1710, am 7. Juni, ließ sich Herzog Karl Leopold zu Mecklenburg in aller Stille in Doberan mit Christine Dorothea von Lepel trauen, einer Tochter des Hofmeisters Klaus Friedrich von Lepel († 1706) aus seiner zweiten Ehe mit Leveke von Plessen († 1732). Christine verließ den Herzog jedoch bald und ging nach Lübeck zurück zu ihrer Mutter. Am 2. Oktober 1711 wurde die Scheidung der Ehe ausgesprochen. Christine Dorothea von Lepel verheiratete sich danach mit dem mecklenburgischen Oberkammerjunker Hans Christoph von Bibow und soll 1728 gestorben sein.
- 1711 heiratete Herzog Anton Ulrich von Sachsen-Meiningen heimlich in Holland die Hauptmannstochter Philippine Elisabeth Cäsar (1686–1744), was zu erheblichen Spannungen mit den Verwandten führte. In den folgenden Jahren lebte er mit seiner Familie in Amsterdam. Er konnte beim Reichshofrat in Wien 1727 zwar die rechtmäßige Anerkennung seiner Ehe erreichen, die zehn Kinder dieser Verbindung wurden allerdings 1744 im Todesjahr von Philippine Elisabeth und nochmals 1747 als nicht nachfolgeberechtigt erklärt. Ab 1727 durften sich Philippine Elisabeth und ihre Kinder Fürst und Fürstin von Sachsen-Meiningen nennen.
- 1740 schloss der anhaltinische Fürst Viktor I. Amadeus Adolf seine zweite Ehe mit Hedwig Sophie Henckel von Donnersmarck, deren Familie erst 1651 in den Grafenstand erhoben worden war. Aus seiner ersten Ehe hatte der Fürst bereits einen Thronerben.
- 1757 heiratete Herzog Christian IV. von Pfalz-Zweibrücken die französische Tänzerin Marianne Camasse, die später zu Gräfin von Forbach erhoben wurde. Gemäß einer am 30. März 1775 ausgestellten Verfügung des Vaters erhielten die Kinder (u. a. Christian und Wilhelm) den Adelsnamen von Zweybrücken. Pfalzgraf Karl II. August verlieh ihnen am 31. Januar 1792 den Freiherrentitel.
- 1773 schloss Reichsgeneralfeldmarschall Karl August von Baden-Durlach, der von 1738 bis 1746 Vorsitzender der Vormundschaftsregierung in Baden-Durlach gewesen war, eine morganatische Ehe mit der vierzig Jahre jüngeren Hofdame Juliane Schmid. Sie gebar ihm im Laufe der Zeit sieben Kinder, die alle den Namen von Ehrenberg bekamen, darunter Wilhelmine von Ehrenberg (* 15. September 1780 in Durlach; † 8. November 1854 in Karlsruhe), die 1804 in Karlsruhe den Oberst eines badischen Husarenregiments Ludwig von Cancrin heiratete[5], dessen Onkel Franz Ludwig von Cancrin und dessen Cousin Georg Cancrin waren.
- Am 1. September 1774 schloss Fürst Ludwig von Nassau-Saarbrücken eine morganatische Ehe mit der Kammerzofe Katharina Kest und zeugte insgesamt sieben Kinder mit ihr. Sieben Jahre nach dem Tode seiner Frau Wilhelmine von Schwarzburg-Rudolstadt († 1780) erneuerte der Fürst am 28. Februar 1787 den Bund nochmals durch eine ordentliche Eheschließung, zuvor ließ er Katharina zur Gräfin von Ottweiler und Herzogin von Dillingen erheben. Gegen den Willen des Hauses Nassau wurde sie am 8. März 1787 zur Fürstin von Nassau-Saarbrücken ausgerufen. Der jüngste Sohn Adolph kam als legitimer Nachkomme zur Welt und trug daher den Titel „Graf von Ottweiler, Prinz von Nassau und Herzog von Dillingen“.
- 1784 heiratete der 75-jährige Markgraf von Brandenburg und Prinz von Preußen Friedrich Heinrich von Brandenburg-Schwedt zwei Jahre nach dem Tod seiner ersten Gattin Leopoldine Marie von Anhalt-Dessau seine mehr als 50 Jahre jüngere Mätresse Marie Magdalene Charlotte von Stoltzenberg (1763–1838).
- 1784 heiratete der regierende Graf Ludwig II. zu Erbach-Fürstenau und Herr zu Breuberg (1728–1794) die bürgerlichen Christine Sophie Küchler (* 1754), nach der Hochzeit „Madame Treuberg“ genannt. Ihre vorehelichen Kinder trugen zunächst den Familiennamen „Fidelis“, der danach in „Treuberg“ geändert wurde. Im Königreich Bayern wurden zwei Söhne geadelt,  daraus ist die Familie der Freiherren von Treuberg entstanden.
- 1785 heiratete der württembergische Herzog Carl Eugen in zweiter Ehe zur linken Hand seine Geliebte, die 20 Jahre jüngere Freifrau Franziska von Leutrum (1748–1811), die 1774 von Kaiser Joseph zur Reichsgräfin von Hohenheim erhoben worden war.
- 1787 ging der preußische König Friedrich Wilhelm II. eine morganatische Ehe mit Julie von Voß, der späteren Gräfin Ingenheim, ein und ließ sich nach deren Tod im Jahr 1790 mit Sophie Juliane Friederike Gräfin von Dönhoff ebenfalls morganatisch trauen. Letzterer Verbindung entstammte eine Tochter, Gräfin Sophie Julie von Brandenburg (1793–1848), die ihrerseits wiederum eine morganatische Ehe mit Herzog Ferdinand von Anhalt-Köthen einging.
- 1787 heiratete der spätere Großherzog Karl Friedrich von Baden (1728–1811) in zweiter Ehe eine wesentlich jüngere Hofdame, die Freiin Luise Karoline Geyer von Geyersberg (1768–1820), die spätere Reichsgräfin von Hochberg. Diese Heirat erfolgte nach dem Tod seiner Gemahlin, Prinzessin Karoline Luise von Hessen. Die neue Ehefrau wurde auf seinen persönlichen Wunsch vom römisch-deutschen Kaiser zur Reichsgräfin von Hochberg erhoben und für erbberechtigt erklärt. Nach dem Aussterben der männlichen Zähringer mit Ludwig I. 1830 wurde Leopold von Hochberg Großherzog von Baden (siehe auch die Diskussionen um Kaspar Hauser, wo in einer der Interpretationen die mit einer Kindesvertauschung unrechtmäßig erworbene Thronfolge einer morganatischen Linie behauptet wird).
- 1824 heiratete der preußische König Friedrich Wilhelm III. in zweiter Ehe („da die Vorsehung Unsere Königliche Ehe mit einer blühenden Nachkommenschaft gesegnet hatte, und die Thronfolge, nach allen menschlichen Hoffnungen, gesichert war“) Auguste Gräfin von Harrach (1800–1873) „um ihrer empfehlenden und schätzenswerthen Eigenschaften willen“, die er zur Fürstin von Liegnitz und Gräfin von Hohenzollern erhob. Auch er schloss „im Fall dieselbe [die Ehe] mit Kindern gesegnet würde“ diese von „aller Succession an Land und Leuten und von jedem Erbschafts- oder anderen Anspruch, welcher den Prinzen und Prinzessinnen des Königlichen Hauses zustehet“ aus.[6] Diese zweite Regelung sollte sich als unnötig erweisen, denn die Ehe blieb kinderlos.
- 1834 heiratete Carl Prinz zu Solms-Braunfels heimlich Louise Beyrich, trennte sich aber – wohl auf Druck der Familie – Anfang 1841 wieder von ihr und erbat mit einer Apanage, dass sie in den großherzoglich hessischen Adelsstand als Louise von Schönau (Darmstadt am 25. März 1841) erhoben wurde. Mit Louise hatte Solms die drei Kinder Marie (* 1835), Karl (* 1837) und Melanie (* 1840). Sohn Karl wurde am 20. März 1912 in der königlich bayerischen Adelsklasse immatrikuliert als Karl von Schoenau, Privatier in München.[7]
- Die Nachkommen des Prinzen Alexander von Hessen-Darmstadt (1823–1888) aus seiner 1851 geschlossenen morganatischen Ehe mit Julia Hauke führten den Titel Prinz von Battenberg. Zu ihnen zählen unter anderem der letzte Vizekönig von Indien Louis Mountbatten, 1. Earl Mountbatten of Burma, dessen Neffe Philip Mountbatten, Duke of Edinburgh, Prinzgemahl der britischen Königin, der bulgarische Fürst Alexander I. und König Juan Carlos I. von Spanien, dessen Großmutter väterlicherseits Victoria Eugénie von Battenberg war.
- 1853 heiratete Prinz Albrecht von Preußen (1809–1872) in zweiter Ehe Rosalie von Rauch (1820–1879), die Tochter des verstorbenen preußischen Kriegsministers Gustav von Rauch und Hofdame seiner ersten Ehefrau Marianne Prinzessin von Oranien-Nassau. Sie wurde vor der Hochzeit von Albrechts Schwiegersohn, dem Erbprinzen von Sachsen-Meiningen (ab 1866 Herzog Georg II. von Sachsen-Meiningen), zur Gräfin von Hohenau erhoben. Der neu geschaffene Familienname wirkte wie eine Anspielung auf den Namen Hohenzollern. Ihre beiden Söhne Wilhelm und Friedrich erhielten den gleichen Namen und Titel. Die Gräfin Hohenau war am preußischen Hof nicht erwünscht. Das Ehepaar verließ Preußen und ließ sich in Dresden das Schloss Albrechtsberg bauen.
- 1857 heiratete Ludwig in Bayern, ältester Bruder von Kaiserin Elisabeth von Österreich-Ungarn, die Schauspielerin Henriette Mendel. Sie wurde in den Adelsstand erhoben und durfte sich Freiin von Wallersee nennen. Nach ihrem Tod heiratete Ludwig erneut eine Schauspielerin, Antonie Barth, sie wurde ebenfalls geadelt und hieß fortan von Bartholf.
- 1868 heiratete Prinz Nikolaus Wilhelm zu Nassau Natalia Puschkin, Tochter des russischen Dichters Alexander S. Puschkin. Durch die unstandesgemäße Heirat durfte sie den Titel ihres Mannes nicht führen. Am 29. Juni 1868 erhielt sie deshalb von dessen Schwager, Fürst Georg Viktor von Waldeck-Pyrmont, für sich und ihre Kinder den Titel Gräfin (bzw. Graf) von Merenberg.
- 1873 heiratete Herzog Georg II. von Sachsen-Meiningen (1826–1914) in dritter Ehe Ellen Franz (1839–1923), eine Pianistin und Schauspielerin. Sie wurde vor der Hochzeit von Herzog Georg zur Helene Freifrau von Heldburg geadelt. Aufgrund der nahen Verwandtschaft zwischen dem herzoglichen Haus Sachsen-Meiningen und dem preußischen Königshaus rief die morganatische Ehe in Adelskreisen Entrüstung hervor. Kaiser Wilhelm II. war so aufgebracht, dass er nie Meiningen und ebenfalls nie die Sommerresidenz Altenstein besuchte.
- 1889 heiratete Prinz Alexander von Battenberg (1857–1893), Sohn des Prinzen Alexander von Hessen-Darmstadt und der Julia Hauke und von 1879 bis 1886 erster Fürst von Bulgarien, nach Lösung seiner Verlobung mit Prinzessin Viktoria von Preußen die bürgerliche österreichische Sängerin Johanna Loisinger. Großherzog Ludwig IV. von Hessen-Darmstadt verlieh dem Ehepaar und seinen Nachkommen den Titel Graf/Gräfin von Hartenau.
- Prinz Ernst von Sachsen-Meiningen heiratete am 20. September 1892 in München Katharina („Käthe“) Jensen (1874–1945), Tochter des Schriftstellers Wilhelm Jensen, die am Tag ihrer Vermählung von Ernsts Vater, Herzog Georg II. von Sachsen-Meiningen, zur „Freifrau von Saalfeld“ erhoben wurde. Ihre Nachkommen sind von der herzoglichen Thronfolge ausgeschlossen, hingegen Prinz Ernst nicht.
- 1893 heiratete Prinz Otto Heinrich zu Schaumburg-Lippe (1854–1935) in Elsen Anna Luise Elise von Köppen (1860–1932) aus einer briefadeligen Familie. Die Ehefrau und die drei aus der Ehe hervorgegangenen Kinder erhielten den Titel Gräfin/Graf von Hagenburg.
- 1909 heiratete Prinz Bernhard zur Lippe (1872–1934) die geschiedene Gräfin Armgard von Oeynhausen, geborene Freiin von Sierstorpff-Cramm (1883–1971). Die Ehefrau erhielt vom Bruder des Prinzen, Fürst Leopold IV. zur Lippe, den Titel Gräfin zur Lippe-Biesterfeld. Auch die 1911 und 1914 geborenen Söhne Bernhard und Aschwin trugen zunächst den Titel Graf zur Lippe-Biesterfeld, ehe Fürst Leopold IV. ihnen 1916 den Titel Prinz zur Lippe-Biesterfeld verlieh und sie in die Thronfolge aufnahm.
- 1914 heiratete Prinz Oskar von Preußen (1888–1958) in Berlin die Gräfin Ina Marie von Bassewitz (1888–1973). Kaiser Wilhelm II. verlieh seiner Schwiegertochter und den Kindern aus dieser Ehe den Titel Gräfin/Graf von Ruppin. 1920 erhielten sowohl Ina Marie als auch die drei bis dato geborenen Kinder mit dem neuen Hausgesetz der Hohenzollern den Namen Prinzessin/Prinz von Preußen.
- 1915 heiratete Prinz Christian von Hessen-Philippsthal-Barchfeld (1887–1971), Sohn des Prinzen Wilhelm von Hessen-Philippsthal-Barchfeld und der Prinzessin Auguste von Schleswig-Holstein-Sonderburg-Glücksburg, in morganatischer Ehe die US-Amerikanerin Elizabeth Reid Rogers (1893–1957), Tochter von Richard Reid Rogers. Elizabeth und die aus der Ehe hervorgehenden Kinder erhielten durch Großherzog Ernst Ludwig von Hessen und bei Rhein zunächst den Titel Freifrau/Freiherr/Freiin von Barchfeld. Nach dem Ende der Monarchie nahmen Elizabeth und ihre Kinder 1921 den Namen Prinzessin/Prinz von Hessen an.

## Beispiele aus dem Haus Habsburg
- 1557 heiratete Erzherzog Ferdinand II. von Österreich-Tirol die Augsburger Patriziertochter Philippine Welser. Die Ehe musste jahrelang verheimlicht werden, ihre Kinder musste sie als Findelkinder verleugnen. Erst bei der Ernennung ihres ältesten Sohnes zum Kardinal wurde die Ehe legitimiert und sie erhielt die Titel Markgräfin zu Burgau, Landgräfin zu Nellenburg und Gräfin von Ober- und Niederhohenberg.
- 1829 heiratete Erzherzog Johann von Österreich, Sohn Kaiser Leopolds II., Anna Plochl, die Tochter des Postmeisters von Aussee. 1834 wurde sie von Johanns Bruder, Kaiser Franz I. von Österreich, zur Freifrau von Brandhofen erhoben und 1844 von Johanns Neffen, Ferdinand I., zur Gräfin von Meran. Ein Jahr später erhielt auch ihr Sohn Franz den Titel eines Grafen von Meran. Zu den Nachkommen zählen der Dirigent Nikolaus Harnoncourt und der katholische Theologe Philipp Harnoncourt.
- 1900 heiratete der österreichische Thronfolger Erzherzog Franz Ferdinand die Gräfin Sophie Chotek von Chotkova und Wognin, die nach der Heirat zur Fürstin, 1909 zur Herzogin von Hohenberg erhoben wurde. Kaiser Franz Joseph I., der seinen Neffen nicht schätzte, konnte ihn nicht einfach beiseiteschieben, sondern musste einen Kompromiss mit ihm erzielen, da die strengen Ebenbürtigkeitsregeln der Habsburger nur für das Kaisertum Österreich galten, sich aber kaum auf die historischen Wahlmonarchien des Königreichs Böhmen und des Königreichs Ungarn anwenden ließen, welche in ihrer Geschichte bereits lokale Magnaten wie Georg von Podiebrad oder Matthias Corvinus zu Königen gewählt hatten; auch Sophie Chotek entstammte einer vergleichbaren böhmischen Magnatenfamilie. Ihr Mann hätte sich also mit einiger Aussicht auf Erfolg den dortigen Parlamenten zur Wahl stellen können, ebenso ihr ältester Sohn. Die konsequente Anwendung der Ebenbürtigkeitsregeln des Habsburger Hausgesetzes hätte also zum Auseinanderbrechen Österreich-Ungarns führen können, was den Nationalisten Ungarns und Böhmens sehr zupass gekommen wäre. In dem Kompromiss verzichtete Franz Ferdinand zwar für seine Kinder aus morganatischer Ehe, nicht aber für sich selbst auf die Throne.[8] Hätte er diesen Verzicht im Falle seiner Thronbesteigung als Kaiser widerrufen und etwa das Hausgesetz geändert, wäre eine Verfassungskrise bzw. ein Thronfolgestreit mit den Kindern seines Bruders Erzherzog Otto die Folge gewesen. Franz Ferdinand und Sophie fielen jedoch 1914 dem Attentat in Sarajewo zum Opfer, das der Auslöser für den Ersten Weltkrieg war; der Kaiser hingegen lebte noch bis 1916.
- 1903 heiratete Erzherzog Leopold Ferdinand Salvator von Österreich-Toskana die Wiener Prostituierte Wilhelmine Adamovics. 1902 hatte er ihretwegen auf Titel und Rechte eines Erzherzogs verzichtet und lebte fortan als Leopold Wölfling in der Schweiz und in Berlin. Nach der Scheidung von seiner ersten Ehefrau heiratete er 1907 Maria Ritter aus dem Münchner Rotlichtmilieu. Auch diese zweite Ehe hielt nicht. 1933 heiratete er die fast dreißig Jahre jüngere Eisenbahnertochter Clara Hedwig Gröger und lebte mit ihr in Berlin-Kreuzberg in bitterer Armut.
- 1909 heiratete Erzherzog Ferdinand Karl, Bruder Erzherzog Franz Ferdinands und Neffe Kaiser Franz Josephs I., heimlich seine Geliebte Berta Czuber, Tochter des Mathematikers Emanuel Czuber. Auf Veranlassung des Kaisers musste Ferdinand Karl daraufhin 1911 das Kaiserhaus verlassen und nannte sich seitdem nach dem Reisepseudonym seines Vaters Ferdinand Burg.

## Beispiele aus anderen Ländern
Der Rechtsbegriff der „Morganatischen Ehe“ existierte im Wesentlichen nur im Heiligen Römischen Reich und seinen Nachfolgestaaten sowie in Skandinavien. In Südeuropa, einschließlich Frankreich, Italien, Spanien und Portugal, gab es diese Rechtsform der Ehe nicht, ebenso wenig in England und Schottland. Im Falle nicht-ebenbürtiger Eheschließungen wurden jedoch die Einschränkungen in staats- und zivilrechtlicher Hinsicht, denen die morganatische Ehe unterlag, oft faktisch in anderer Weise erreicht, indem etwa Ludwig XIV. seine Ehe mit Madame de Maintenon geheim hielt und sie nicht zur Königin krönen ließ.

### Belgien
- 1909 heiratete König Leopold II. in zweiter Ehe seine langjährige Mätresse Blanche Zélia Joséphine Delacroix. Leopold verstarb nur fünf Tage nach der Vermählung.
- 1941 heiratete König Leopold III. in zweiter Ehe Mary Lilian Baels. Sie überlebte ihn um 20 Jahre und verstarb im Jahr 2002.

### Dänemark
- 1615 heiratete König Christian IV. in zweiter Ehe die dänische Adlige Kirsten Munk. Die Ehe wurde 1630 geschieden. Das jüngste der zwölf Kinder erkannte der König nicht an, während er die älteren Schwestern mit einflussreichen Adligen verheiratete.
- 1721 heiratete König Friedrich IV. in zweiter Ehe Anna Sophie von Reventlow.
- 1850 heiratete König Friedrich VII. in dritter Ehe Louise Christine Rasmussen. Sie wurde geadelt und durfte sich Lehnsgräfin von Danner nennen.

### Frankreich
- König Ludwig XIV. ging nach dem Tod der Königin Marie Therese im Oktober 1683 mit seiner Mätresse, der Madame de Maintenon, eine geheimgehaltene Ehe ein. Bis zu seinem Tod lebte er mit ihr zusammen und besuchte sie täglich in ihren Räumen.
- 1803 heiratete Napoleons jüngster Bruder Jérôme Bonaparte die Amerikanerin Elizabeth Patterson. Die Ehe wurde von Napoleon nie anerkannt und später sogar von ihm annulliert, damit sich sein Bruder mit einer württembergischen Prinzessin verheiraten konnte. Allerdings hatten die Bonapartes, selbst bürgerlich-patrizischer Herkunft, kein entsprechendes Hausgesetz.
- 1821 heiratete die Exkaiserin von Frankreich Marie Louise (ehemalige Ehefrau Napoleons I.) Graf Adam von Neipperg. Die Ehe wurde von den Habsburgern als „morganatisch“ angesehen, obgleich die Grafen von Neipperg – anders als die Bonapartes – zum kurz zuvor mediatisierten Hochadel zählten und die Habsburger mit der Unterzeichnung der Deutschen Bundesakte auch die Ebenbürtigkeit der Standesherren anerkannt hatten. Aus der Ehe gingen drei Kinder hervor, die das fürstliche Haus Montenuovo begründeten. In dritter, kinderloser und morganatischer Ehe war sie schließlich mit ihrem Minister Graf de Bombelles verheiratet.

### Griechenland
- König Alexander heiratete 1919 die Bürgerliche Aspasia Manos. Die einzige Tochter Alexandra heiratete 1944 König Peter II. von Jugoslawien aus dem Haus Karađorđević und wurde damit Königin.
- Prinz Michael von Griechenland heiratete 1965 die Bürgerliche Marina Karella und verzichtete auf die Thronfolge. Die aus der Ehe hervorgegangenen Töchter tragen den Titel Prinzessin von Griechenland statt wie das Königshaus den Titel Prinz/Prinzessin von Griechenland und Dänemark. Die jüngere Tochter Olga (* 1971) heiratete 2008 den italienischen Prinzen Aimone von Savoyen, Herzog von Aosta (* 1967), mittlerweile Oberhaupt des Hauses Savoyen-Aosta.

### Italien
- 1869 heiratete König Viktor Emanuel II. in zweiter Ehe seine langjährige Geliebte, die Bürgerliche Rosa Vercellana, die Tochter seines Jagdaufsehers.

### Liechtenstein
- 1966 heiratete Tamara von Landskron, geb. Nymann (* 1939), in morganatischer Ehe einen Prinzen von und zu Liechtenstein. Vor der Ehe wurde sie zur Baronin von Landskron ernannt. Nach der Scheidung 1971 wurde dem Ex-Ehemann der Prinzentitel aberkannt und er zum Freiherrn von Landskron ernannt.[9]

### Neapel-Sizilien
- 1814 heiratete König Ferdinand IV. in zweiter Ehe die Bürgerliche Lucia Migliaccio, sie durfte sich nicht „Königsgemahlin“ nennen und erhielt nur den Titel Herzogin von Floridia

### Rumänien
- König Karl II. heiratete gleich zweimal morganatisch: Ioana Lambrino und Elena Lupescu.

### Russland
- 1820 heiratete der älteste Bruder Alexanders I., Konstantin, die polnische Katholikin Joanna Grudzińska und schied 1822 freiwillig und zugunsten seines jüngeren Bruders Nikolaj aus der Thronfolge aus.
- 1880 heiratete Zar Alexander II. Fürstin Jekaterina Michailowna Dolgorukaja, mit der er schon seit längerer Zeit ein Verhältnis hatte. Zu diesem Zeitpunkt hatten sie bereits vier Kinder.
- 1891 heiratete Großfürst Michail Michailowitsch Romanow, Enkel des Zaren Nikolaus I. Pawlowitsch, Gräfin Sophie von Merenberg, Enkelin des russischen Nationaldichters Alexander Sergejewitsch Puschkin.
- 1912 heiratete Großfürst Michail Alexandrowitsch Romanow, Bruder des Zaren Nikolaus II., Natalja Sergejewna Brassowa.

### Sardinien
- 1730 heiratete König Viktor Amadeus II. in zweiter Ehe Gräfin Anna Canalis di Cumiana. Sie erhielt den Titel „Marchese von Spigno“ und starb 1769 im Alter von 90 Jahren.

### Schweden
- Vier Prinzen aus dem Hause Bernadotte verloren wegen nicht hausgesetzmäßiger Eheschließungen (Mesalliancen) den Titel Prinz von Schweden sowie ihre Herzogstitel und erhielten den bürgerlichen Nachnamen Bernadotte. Dem ersten von ihnen, Prinz Oskar Karl August (1859–1953), vormals Herzog von Gotland, wurde 1892, nach seinem Austritt aus dem schwedischen Königshaus 1888, vom Bruder seiner Mutter Königin Sophia, dem früheren Herzog von Nassau und seit 1890 regierenden Großherzog von Luxemburg Adolph, der luxemburgische Titel Graf von Wisborg verliehen. Dieser spielt auf Gotland an, dessen Hauptstadt Wisby mit der Burg Wisborg ist. Diesen luxemburgischen Titel erhielten später noch drei weitere schwedische Ex-Prinzen (und deren Nachfahren): Sigvard Bernadotte, vormals Herzog von Uppland (1907–2002), Carl Johan Bernadotte, vormals Herzog von Dalarna (1916–2012), und Lennart Bernadotte, vormals Herzog von Småland (1909–2004). Erst der bürgerlich verheiratete Carl XVI. Gustaf beziehungsweise die 1980 erfolgte Revision des Thronfolgegesetzes von 1810 schafften diese strengen Ebenbürtigkeitsregeln ab.

### Serbien
- 1900 heiratete König Aleksandar Obrenović gegen den Willen seiner Mutter deren Hofdame Draga Lunjevica. Die im Volk ungeliebte Königin Draga fiel drei Jahre nach ihrer Eheschließung zusammen mit ihrem Mann einer Offiziersverschwörung zum Opfer.

### Spanien
- 1833 heiratete die Königin von Spanien, Maria Christina von Neapel-Sizilien in einer geheimen Trauung den Sergeanten der Leibgarde Agustín Fernando Muñoz y Sánchez. Die trotzdem bekannt gewordene Ehe trug zu ihrer Unbeliebtheit und ihrem späteren Exil bei.
- Alfons Pius de Borbón, Erbe des Königs Alfons XIII. von Spanien, verzichtete 1933 auf seine Thronrechte, um Edelmira Sampedro-Robato (1906–1994) in Lausanne zu heiraten.

### Vereinigtes Königreich
- 1785 heiratete der spätere König Georg IV. (damals Prince of Wales) die Katholikin und zweifache Witwe Maria Anne Smythe. Die Ehe wurde im Königshaus als ungültig angesehen.
- 1811 heiratete Prinzessin Augusta Sophia, Tochter König Georgs III., den Stallmeister ihres Vaters, Brent Spencer.